# カガクなヤツら
『カガクなヤツら』（Kagaku na Yatsura）は、吉川英朗による日本の漫画作品。

## 概要
『チャンピオンRED いちご』2010年3月号（VOL.18）から2014年1月号（VOL.41）まで連載。犬耳少女とサイボーグ少女らカガク者とその幼馴染である主人公とのドタバタ学園コメディ。一般向け漫画ながら触手など過激な性的描写が多い。2013年にはアニメが製作されている。

## 主な登場人物
声はドラマCD、OVAの順。

### 主人公
駒場遥希（こまば はるき）
声 - 逢坂良太 / 間島淳司
主人公。綾奈と愛莉の幼馴染であり両方から迫られているが、どちらも選べない。うっかり化学部と科学部の両方に入部の返事をしてしまったため苦肉の策として兼部することになる。小学校で転入したての頃、他の子達から異端扱いされていた綾奈と愛莉を庇ったことから親しくなっていった。

### カガク者
緋月綾奈（ひづき あやな）
声 - 雪村とあ / 高森奈津美
ヒロイン。遥希の幼馴染。緋月家のトンデモ化学の実験事故で飼い犬と融合した犬耳少女。ド天然の超ドMで爆乳、犬と同化した影響で母乳がいやらしく出る。色々な生物を作るのが得意。校内にプレハブを建て化学部を立ち上げ日々遥希を勧誘するも、愛莉とも仲良くやっていきたいと思っている。前開きの服では収まりきれない爆乳と輪チラし放題、尻尾で下着が履きにくいために露出度が高い上にお尻も大きい。おっぱいが超敏感の無防備で隙だらけなためにエッチなトラブルに巻き込まれやすい故にその辺の通行人やクラスの人達、教師にまで襲われる始末。初期は作者お馴染みの○目（驚いた時などの演出に見られる絵）が描かれていたが本編2話を最後に彼女の○目は描かれていない。(ブログを除いて)
久世愛莉（くぜ あいり）
声 - 青葉りんご / 阿久津加菜
ヒロイン。遥希の幼馴染。トンデモ科学者の家系で半身サイボーグ少女。貧乳でツンデレ、腕はロケットパンチ、義眼にはセンサーを内蔵。色々なメカを作っており、特に背中の「万能バックパック」には千手アームやジェット等の数々の装備を内蔵。科学部を立ち上げ日々遥希を勧誘する。普段はどんな相手に対しても敬語でしゃべる。
緋月透子（ひづき とうこ）
声 - かわしまりの / 佐久間紅美
綾奈の姉。透明人間で、包帯で身体を覆ったときのみ可視化する。薬を作るのが得意。押しが弱い綾奈に協力しようと保険医となるが、その割に綾奈へのセクハラと自分の楽しみを優先する。アナルが弱点。再登場以降は眼鏡をかけている。OVA版では綾奈との差別化のためか、腹筋が割れるなどやや筋肉質に描かれている。
渡源次郎（わたりげん じろう）
通称Dr.ワタリー。愛莉の祖父。未だ現役のカガク者だが、たまに世界征服をやりたがる困った趣味を持つ。ただ本気ではないらしく孫に構ってほしかっただけ。
ユーフェミア
声 - 宮沢ゆあな / なし
愛莉がかつて作った電子生命体。実体を持たないプログラム集合体で、電気さえあればどこでも存在可能。制御不能で世界中のコンピュータにもぐりこんで悪戯したり、他者の意識を電子空間に引きずり込んだりできる。さらに進化して電気の通った物体を操ることもできるようになる。ドSで面白ければ愛莉をいじめることもするが、愛莉がピンチな時は協力もする。

### 三鼎一味
三鼎結唯（みつながえ ゆい）
他者のものを奪い自らのものにする異端「奪うカガク者」の三鼎一味の一人。ファザコンの気がある。当初はカガク者ではない遥希のことは気に留めていなかったが、父親と同じ大きい手に気づき意識するようになる。「オカン」と呼ばれるなど、家計のやりくりや家事に精を出すが、そう呼ばれるのは避けたがっている。
三鼎彩刃（みつながえ いろは）
「奪うカガク者」の三鼎一味の一人。人造人間。何故か右目を常に閉じている剣士風で刀で戦い、オッパイミサイルなど武器も内蔵。クールに見えて欲望に忠実で、紬には激甘でよく甘やかし、紬が好意を抱く遥希に嫉妬している。
三鼎紬（みつながえ つむぎ）
「奪うカガク者」の三鼎一味の一人。非常にマイペース。特殊な細胞を持っており脊椎動物ならある程度自由に変身できる。しかし細胞が不安定なため暴走してしまうが綾奈達により助けられる。その際に助けに入った遥希を好きになり、懐いている。また、特殊細胞のために常に膨大なエネルギーを消費するため非常に大食い。この漫画中一度も○目が描かれていないキャラである。

### その他
蔵谷（くらや）
柔道部だが極度のアガリ症。
笹間（ささま）
声 - 香澄りょう / なし
クラス委員長。行動力があり、愛莉達にも物怖じしない。

## 書籍
チャンピオンREDコミックス。
1. 2011年4月20日発売 ISBN 978-4253232289
2. 2012年1月20日発売 ISBN 978-4253232296
3. 2012年7月20日発売 ISBN 978-4253232302
4. 2013年2月20日発売 ISBN 978-4253235860
  - オリジナルアニメBlu-ray付予約限定版 2013年2月20日発売 ISBN 978-4253181808
5. 2013年5月20日発売 ISBN 978-4253235877
6. 2014年2月20日発売 ISBN 978-4253235884

## ドラマCD
『チャンピオンRED いちご』VOL.30に同梱。「カガクなヤツら」「フェスタなヤツら 準備編」「フェスタなヤツら 本番編」を収録。

## OVA
第4巻予約限定版Blu-rayに収録のOVA。原作第5、6話、緋月透子初登場のエピソードをアニメ化。
スタッフ
- 監督・絵コンテ・おっぱいヘルパー - 金子ひらく
- 原作 - 吉川英朗
- 企画 - 伊藤純
- 脚本 - 高山カツヒコ
- キャラクターデザイン・作画監督 - 野崎将也
- 演出 - 空廻稔
- レイアウト作画監督 - 水谷有吾、清水厚貴、長山延好、清水勝祐、虎助遥人
- 原画作画監督 - 長山延好
- 色彩設計 - 鈴木依里
- 色指定・検査 - 大西峰代
- 美術監督 - 海津利子
- 撮影監督 - 北村直樹
- 音響監督 - 明田川仁
- 音楽 - 吉田シゲロウ
- プロデューサー - 小山芳弘、永井理
- 制作 - フッズエンタテインメント
- 製作 - カガクなヤツら製作委員会